# Ashton Hagans

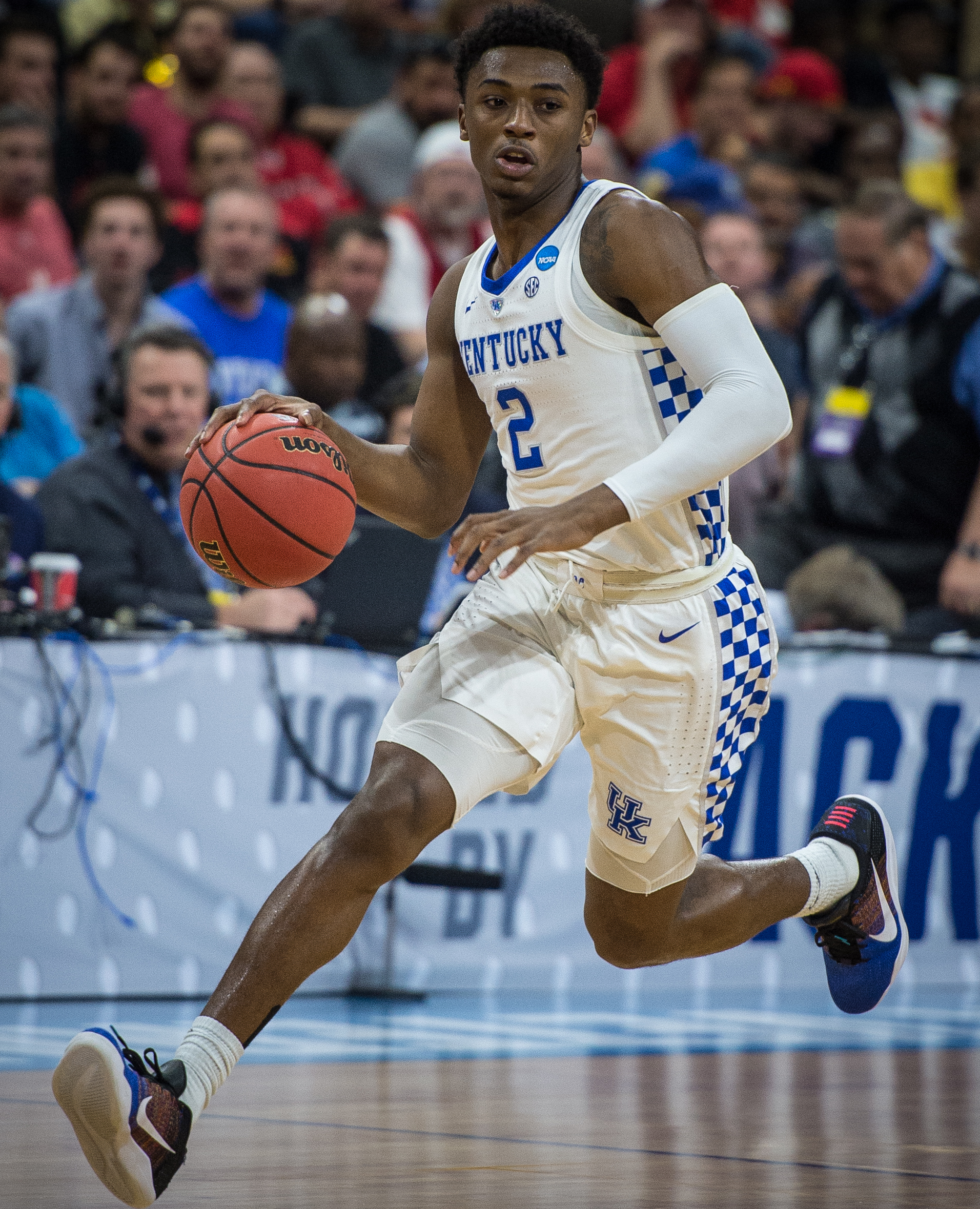
Ashton Hagans, 2019.

Ashton Dewayne Hagans, född 8 juli 1999 i Cartersville i Georgia, är en amerikansk professionell basketspelare (PG) som spelar för Portland Trail Blazers i National Basketball Association (NBA). Han har tidigare spelat för Minnesota Timberwolves.
Hagans blev aldrig NBA-draftad.
Innan han blev proffs studerade Hagans vid University of Kentucky och spelade för deras idrottsförening Kentucky Wildcats.
Han är kusin till Ronnie Brown och Trey Thompkins.